# Yine
Le yine est une langue arawak parlée en Amazonie au Pérou et au Brésil par les Yine. La langue était auparavant connue sous le nom de « piro ».

## Classification
Le yine fait partie des langues piro, un sous-groupe rattaché aux langues arawak méridionales dont font aussi partie l’inapari et l’apurinã.